# Eucereon maternum
Eucereon maternum är en fjärilsart som beskrevs av Hans Zerny 1931. Eucereon maternum ingår i släktet Eucereon och familjen björnspinnare. Inga underarter finns listade i Catalogue of Life.